# Drinkwater

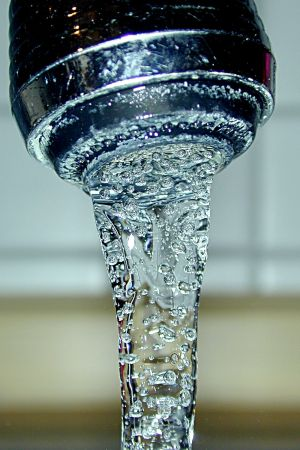
Leidingwater uit de kraan

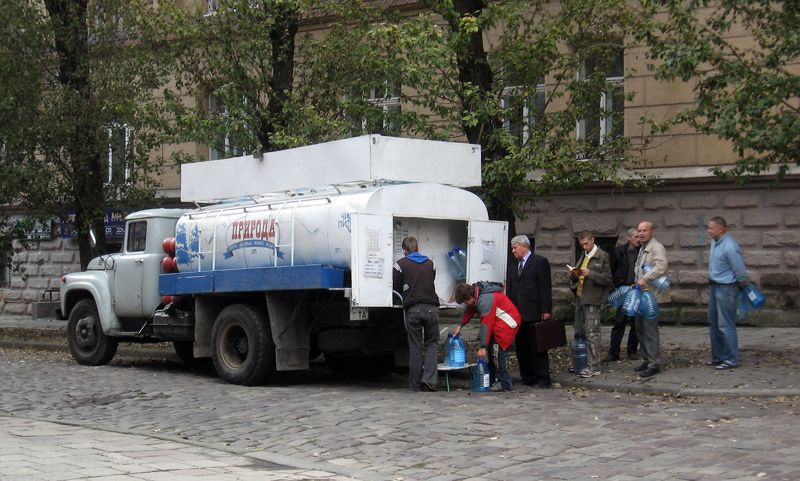
Drinkwatervoorziening in Lviv, Ukraïne

Drinkwater is water dat direct geschikt is voor menselijke consumptie. Hoewel in Noordwest-Europa drinkwater in de meeste huizen uit de kraan komt, is drinkwater niet hetzelfde als leidingwater. De benamingen leidingwater of kraanwater zeggen iets over de wijze van transporteren respectievelijk afleveren, niet over de kwaliteit van het water. Waterleidingbedrijven winnen grond- of oppervlaktewater en zuiveren dit indien nodig tot een waterkwaliteit die voor consumptie geschikt is, en zorgen zo voor drinkwatervoorziening. Dit water wordt ook gebruikt voor andere zaken als douchen of toilet.
In 2015 had 71% van de wereldbevolking (5,2 miljard mensen) toegang tot drinkwater van een veilige drinkwaterleverancier, op de plek waar men woont, beschikbaar wanneer nodig, en vrij van vervuiling. Een verdere 1,3 miljard mensen had toegang tot behandeld drinkwater op minder dan een kwartier (totale tijd) afstand. 844 miljoen mensen hadden geen toegang tot zelfs de meest basale drinkwatervoorziening. 159 miljoen van deze mensen waren aangewezen op ongezuiverd oppervlaktewater.
Het primaire belang van schoon drinkwater voor de gezondheid wordt op wereldschaal snel duidelijk. Zo'n 842.000 mensen (waaronder 361.000 kinderen jonger dan vijf jaar) sterven bijvoorbeeld jaarlijks aan diarree, opgelopen door verontreinigd drinkwater en slechte sanitaire voorzieningen. Het grootste probleem is verontreiniging van grond- en oppervlaktewater met bepaalde soorten E.coli-bacterie, uit menselijke en dierlijke uitwerpselen.
In landen met een lage kwaliteit leidingwater is flessenwater een beter maar duurder alternatief. Water uit de kraan is 30 tot 1300 maal beter voor het milieu dan flessenwater en is ook 150 tot 500 keer zo goedkoop.

## Smaak en kleur
Smaak en kleur van drinkwater zijn afhankelijk van het soort ruwwater waarvan het wordt gemaakt en van de wijze waarop het gezuiverd wordt om het geschikt te maken voor consumptie. Er zijn regels voor de smaak en de kleur van het water. Dit zijn normen voor stoffen die niet schadelijk zijn voor de gezondheid, maar die wel kleur- of smaakveranderingen in het drinkwater kunnen veroorzaken. Het gaat om stoffen als ijzer en mangaan.
Decennialang heeft chloor een belangrijke rol gespeeld voor de waterzuivering. Chloor doodt ziekteverwekkers zeer effectief maar geeft een duidelijke smaak aan het water. Het maakte mogelijk dat oppervlaktewater veilig als drinkwater kon worden gebruikt. Het gebruik van chloor is vanaf 2005 niet meer toegestaan als primair desinfectiemiddel, in plaats daarvan wordt als desinfectiemethode vaak gebruikgemaakt van ozon en in toenemende mate ultraviolet licht (uv). Sommige waterleidingbedrijven gebruiken echter nog steeds kleine hoeveelheden chloor bij de zuivering van oppervlaktewater. Om de effectiviteit van het chloor te verhogen wordt het ook wel in de vorm van chloordioxide toegevoegd. In de Verenigde Staten wordt voor dit doel chlooramine ingezet als vervanger van chloor.
Bij bacteriële verontreiniging van het waterleidingnet, die kan optreden door bijvoorbeeld een leidingbreuk, is nog steeds chloor tijdelijk nodig om eventuele ziekteverwekkende bacteriën te doden. Het gaat dan om doses die niet schadelijk zijn voor de gezondheid.

## Kalk
In veel water is van nature calciumwaterstofcarbonaat opgelost, een vorm van kalk. Van deze stof en andere mineralen zit in de ene regio meer in het leidingwater dan in de andere, afhankelijk van het soort water dat gebruikt wordt om drinkwater van te maken. Als er veel kalk in het water zit spreekt men van hard water, zo niet dan is het zacht water. Kalk in water is gezond, hoewel de mens voedingsbronnen heeft die veel calciumrijker zijn. Een zekere hoeveelheid kalk in het water is ook nodig om zuurstof aan te binden; dit bevordert de houdbaarheid. Zuurstofarm water zoals regenwater bederft gemakkelijk.
Te hard water heeft nadelen, bij verwarming van water geldt: hoe harder het water hoe meer kalkaanslag er ontstaat. Bijvoorbeeld op kranen of douchetegels, maar ook op verwarmingselementen van de wasmachine, boiler of waterkoker. Dat laatste is nadelig voor het energieverbruik en de levensduur van die apparaten. Ketelsteen in de fluitketel is ook kalk. Met hard water is er meer wasmiddel nodig. Vanwege deze nadelen hebben drinkwaterproductiebedrijven maatregelen genomen om zachter water te leveren. Mineraalwaters bevatten vaak meer kalk dan in kraanwater zou zijn toegestaan.

## Winning en zuivering
Drinkwater wordt gewonnen door oppompen van grondwater en inname van oppervlaktewater. Daarnaast kan drinkwater ook worden verkregen door ontzilting van zeewater. Vervolgens wordt het water gezuiverd en op druk gebracht voor de eindverbruikers, de druk is 30 tot 35 meter waterkolom (300 - 350 kPa).

### Grondwater
Grondwater is hoofdzakelijk regenwater dat in de grond zakt tot het een ondoordringbare laag tegenkomt. Ook infiltreert er oppervlaktewater in de bodem, dit heet oevergrondwater.
Infiltrerend water bevat na 6 tot 10 weken geen levende organismen meer. Het heet dan hygiënisch betrouwbaar. Aangezien grondwater op de diepte waar het door waterleidingbedrijven wordt gewonnen altijd veel langer in de grond heeft verbleven, is het per definitie hygiënisch betrouwbaar. Het grondwater moet echter nog wel behandeld worden: het is zuurstofloos, rijk aan mineralen (vooral ijzer en mangaan) en bevat opgelost koolstofdioxide (CO2) en waterstofsulfide (H2S). Door beluchting en filtratie krijgt het de gewenste samenstelling. Soms wordt het water nog onthard. Voor drinkwater gelden strengere normen qua samenstelling dan voor bron- of mineraalwater.

### Oppervlaktewater
In kustgebieden bevat grondwater door contact met zeewater een hoger zoutgehalte en is daarom minder geschikt voor drinkwaterbereiding. Bij duinkusten is wel zoet duinwater aanwezig, maar deze voorraad is beperkt en dient aanwezig te blijven als buffer tegen het zeewater.
Oppervlaktewater bevat meer verontreinigingen dan grondwater en moet daarom ook meer worden gezuiverd. De prijs van uit oppervlaktewater bereid drinkwater is dan ook hoger dan de prijs van uit grondwater bereid drinkwater.
In grote lijnen bestaat de directe zuivering van het oppervlaktewater uit de volgende stappen:
- beluchting
- dosering van een polyelektrolyt die de uitvlokking (coagulatie en flocculatie) en sedimentatie van onzuiverheden bevordert (ijzerchloride, aluminiumzouten)
- filtratie door snelle zandfilters
- desinfectie door uv al dan niet in combinatie met waterstofperoxide (H2O2) en/of actieve kool
- nafiltratie met langzame zandfilters
- opslag in reinwaterreservoirs

Verder kan regelen van de pH (met zoutzuur, natronloog of kalkmelk) en of ontharding nodig zijn.

### Oeverwater
Oeverwater is een mengvorm van grond- en oppervlaktewater. Het oppervlaktewater zakt in de ondergrond, waarbij het water op een natuurlijke wijze wordt gezuiverd. Bij de winning van oevergrondwater bevinden de winputten zich relatief ondiep in de grond, meestal direct achter een dijk bij een rivier.

## Waterverbruik

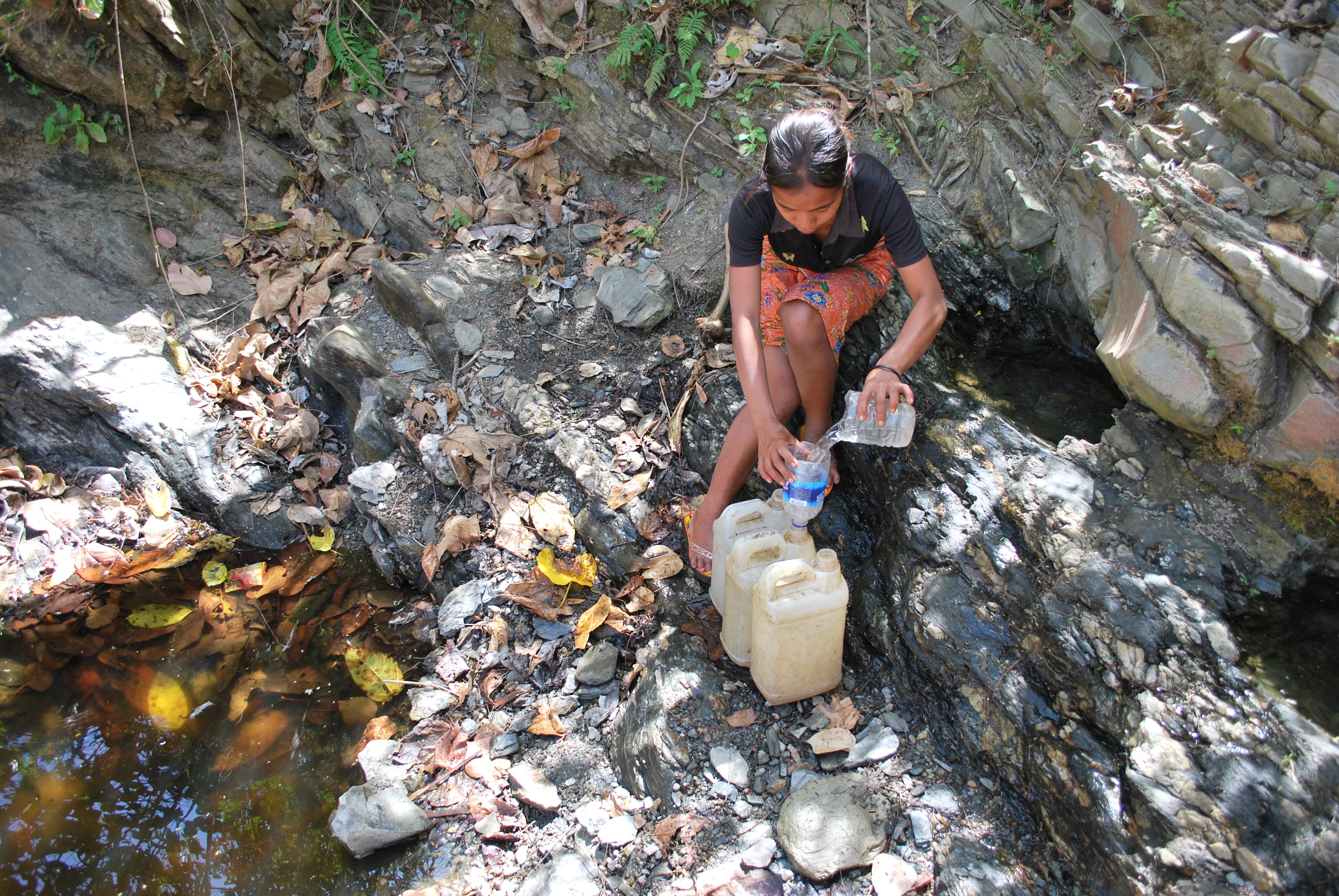
Drinkwatervoorziening in Oost-Timor

### België
In België was in 2006 de distributie van drinkbaar water 711 miljard liter. Dit is het totale verbruik van huishoudens, industrie, landbouw, enz. Ook in België daalt het verbruik langzaam, in 2001 was de totale distributie nog 728 miljard liter. In België bedraagt het gemiddelde huishoudelijke leidingwaterverbruik 106 liter per persoon per dag, hetgeen het laagste is van heel Europa. In het weekend wordt tot 30% meer leidingwater verbruikt dan op weekdagen. Het waterverbruik is van 1998 tot 2008 met ongeveer 12% gedaald, onder meer door waterrecyclage door bedrijven en gebruik van regenwater en stabiliseert zich.

### Nederland
In Nederland wordt per persoon per dag (2017) gemiddeld 123 liter water verbruikt. Dat water wordt vooral gebruikt om te douchen, voor het toilet en om te wassen. In totaal wordt er in Nederland 1,1 biljoen (oftewel 1.100.000.000.000) liter per jaar verbruikt (2007). Huishoudens nemen daarvan 0,8 biljoen liter voor hun rekening, de rest wordt gebruikt door industrie, landbouw, enzovoort. Jaarlijks komt, via rivieren en neerslag, ongeveer 90 biljoen liter water Nederland binnen.
Hoewel er over het algemeen voldoende water is, probeert de overheid het waterverbruik terug te dringen, om het milieu te sparen. Waterverbruikbesparende oplossingen hebben ervoor gezorgd dat het (relatieve) waterverbruik langzaam is teruggelopen. De daling wordt vooral veroorzaakt door nieuwe toiletten en wasmachines die steeds zuiniger met water omspringen. In 2007 wordt de lichte toename van het drinkwatergebruik veroorzaakt door een toename van het gebruik van de douche.
Gemiddeld waterverbruik in liters per persoon per dag in vanaf 2001:
|                             | 2001  | 2004  | 2007  | 2010  | 2013  | 2016  |
| --------------------------- | ----- | ----- | ----- | ----- | ----- | ----- |
| Bad                         | 3,7   | 2,8   | 2,5   | 2,8   | 1,8   | 1,9   |
| Douche                      | 42,0  | 43,7  | 49,8  | 48,6  | 51,4  | 49,2  |
| Wastafel                    | 5,2   | 5,1   | 5,3   | 5,0   | 5,2   | 5,2   |
| Toiletspoeling              | 39,3  | 35,8  | 37,1  | 33,7  | 33,8  | 34,6  |
| Kleding wassen              | 24,6  | 19,5  | 17,2  | 15,4  | 15,7  | 15,4  |
| Afwas                       | 6,0   | 6,9   | 6,8   | 6,1   | 5,6   | 6,0   |
| Voedselbereiding            | 1,6   | 1,8   | 1,7   | 1,4   | 1,0   | 1,2   |
| Koffie, thee, water drinken | 1,5   | 1,6   | 1,8   | 1,8   | 1,0   | 1,3   |
| Overig                      | 6,7   | 6,4   | 5,3   | 5,3   | 3,4   | 4,2   |
| Totaal                      | 130,7 | 123,8 | 127,5 | 120,1 | 118,9 | 119,2 |